# Treno Misure Archimede
Il Treno Misure Archimede è un convoglio di servizio diagnostico di RFI in grado di effettuare misure dettagliate dell'infrastruttura ferroviaria, allo scopo di verificarne lo stato e l'integrità.
La semipilota e due carrozze specializzate sono attaccate al nuovo bagagliaio rosso-bianco-verde XMPR con la E.402B.101 in nuova livrea mentre ci può essere una composizione (E.402B.101 + Bagagliai Archimede + Bagagliaio ex Cisalpino (ora RFI) + E.402B.142.

## Storia
Ogni rete ferroviaria ha la necessità di controlli e verifiche periodiche e straordinarie allo scopo di mantenere integro lo standard di sicurezza ed efficienza. In analogia a tante altre grandi società e amministrazioni ferroviarie, le Ferrovie dello Stato italiane si sono pertanto dotate nel tempo di carrozze diagnostiche e di misura. Il primo treno diagnostico vero e proprio è ritenuto il convoglio giapponese ad alta velocità serie 0 dipinto in giallo e ribattezzato Doctor Yellow.
L'8 luglio 2002 è stato presentato ufficialmente l'ultimo nato di casa FS, il treno Archimede, che si è aggiunto alla serie di rotabili diagnostici FS denominati Aldebaran, Talete, Cartesio, Euclide e Galileo (tutti nomi di celebri scienziati, eccezion fatta per Aldebaran, la stella alfa della costellazione del Toro) che, rispetto ai precedenti, ha rappresentato non solo un vero e proprio salto di qualità ma anche il banco di prova per la costruzione dei due treni diagnostici, specifici per l'alta velocità e con caratteristiche di interoperabilità, ETR 500-Y1 Aiace, ed ETR 500-Y2 Diamante, entrati in esercizio successivamente al 2005.
L'assegnazione dell'appalto per la costruzione del treno Archimede è avvenuta tramite gara europea. Si è aggiudicata la commessa la Mermec di Monopoli, specialista del settore. Al progetto hanno lavorato cinquanta ingegneri e tecnici e quaranta altri tecnici specializzati per l'installazione dei sistemi. La costruzione dell'apparecchio ha richiesto 100 000 ore di lavoro. Le trasformazioni delle carrozze Z1 sono state
eseguite dalla Keller di Villacidro.

## Caratteristiche del convoglio
Il treno è stato progettato con l'intenzione di poter disporre su un solo convoglio di una serie di sistemi in grado di misurare ogni parametro dell'infrastruttura ferroviaria con continuità (geometria del binario, interazione ruota rotaia e geometria della linea di alimentazione) e di fare questo a velocità fino a 200 km/h, riducendo la quantità di tempo impiegato per la diagnostica della linea, con minore occupazione della stessa e permettendo cicli di verifica più frequenti.

### La diagnostica
Il Treno Misure Archimede consente una manutenzione ciclica completa della linea; I treni diagnostici fino ad allora impiegati misuravano un numero limitato di parametri, questo nuovo modello invece misura le componenti di tutto l'armamento ferroviario, rotaia, traversine, massicciata, linea aerea di contatto e le tecnologie che controllano la circolazione dei treni.
RFI è stata il primo gestore europeo di rete ferroviaria a dotarsi di un treno con la caratteristica di poter misurare in maniera precisa più di centoventi parametri alla velocità di 200 km/h. Da notare che anche le Ferrovie Nazionali Giapponesi (JNR) dispongono di un treno simile.
Il tutto è reso possibile grazie alla presenza di 57 calcolatori, con trasmissione dati a 30 gigabit per secondo, che elaborano le rilevazioni eseguite da 43 sensori ottici, 24 laser, 47 accelerometri e decine di sensori di forza, di velocità, di posizione e di temperatura disseminati lungo tutto il treno; le postazioni di elaborazione di tutti i dati sono su due carrozze. Tutte le apparecchiature di bordo sono protette da qualsiasi interferenza elettromagnetica. Tutti i sistemi di misura comunicano fra loro, con un sistema di cablatura a fibra ottica. Il treno infine è dotato di interfono, di telefono e di collegamento alla rete GSM.
Una delle caratteristiche rilevanti del treno è la localizzazione reale, con uno scarto di soli 5 centimetri, della "progressiva chilometrica" di ponti, gallerie, scambi ed altri punti singolari della linea.
Ciò è reso possibile tramite la collaborazione tra loro di 4 differenti sistemi: un rilevatore del numero di giri posto sulle quattro ruote di ogni carrozza, un rilevatore Doppler degli spazi, i dati trasmessi dai transponder posti in linea e la posizione geografica elaborata dai dati satellitari di tre gestori diversi.

### Protezione
Per proteggere le costose e importanti apparecchiature, ogni carrozza è dotata di rilevatori di fumo, di sistema antincendio e di sistema anti-intrusione con sensori infrarossi e microonde. Inoltre sono installati sensori anti-rottura sui finestrini, interruttori ad apertura magnetica su tutte le porte e unità GSM collegata con la Polizia ferroviaria.

### La composizione
Il treno Archimede ha una composizione di 5 carrozze (di cui una semipilota) ed una locomotiva. Ogni carrozza effettua rilevazioni specifiche: la carrozza semipilota ha la funzione di verifica dei sistemi di sicurezza e pressoché di "sala conferenze", la seconda carrozza ha il compito di controllare il corretto funzionamento degli apparati elettrici e della catenaria, la terza dell'armamento e dei sistemi di telecomunicazione, la quarta ospita l'elaboratore principale e la quinta ha funzione di magazzino-officina.

#### La prima carrozza
In prima posizione troviamo una carrozza semipilota, ovvero una carrozza che, tramite una condotta speciale, anche comunemente chiamata "telecomando", è in grado di controllare la locomotiva posta in spinta in coda al convoglio.
All'interno di questa prima carrozza troviamo due salottini da 8 posti ciascuno e da una sala multimediale con un tavolo da 12 postazioni dove i tecnici dell'infrastruttura si possono sedere ed effettuare riunioni per discutere, per esempio, delle rilevazioni fatte dal treno. La sala multimediale è corredata da due proiettori di tipo multistandard che su megaschermi lenticolari proiettano grafici, dati e immagini riprese dalle telecamere in tempo reale. Le apparecchiature multimediali della sala sono comandate da una "regia" situata nella parte terminale della carrozza.
Sulla carrozza sono installate apparecchiature che verificano lo stato degli impianti di sicurezza e dei dispositivi di segnalamento lungo la linea (apparati di blocco automatico a correnti codificate) e l'RSB (ripetizione segnali di bordo).
Una telecamera posta sull'imperiale riprende la linea aerea nella prospettiva con la quale viene vista dai macchinisti.

#### La seconda carrozza
La seconda carrozza è dedicata alle misurazioni degli impianti elettrici di alimentazione di linea. Il sistema di rilevazione è stato testato per funzionare a più di 300 chilometri orari e, grazie uno speciale sistema ottico senza elementi in movimento, riesce a compiere 2000 misurazioni al secondo, tra cui geometria statica della linea aerea ed usura e diametro dei cavi della linea alimentazione, ed è in grado di effettuare rilevazioni con un errore pari al decimo di millimetro.
Il sistema inoltre effettua rilevazioni senza il contatto diretto con la linea aerea perché costituito da un complesso sistema di speciali specchi, laser e telecamere. Il tutto poi viene registrato geograficamente grazie al GPS, con un margine di approssimazione di 5 centimetri.
Nonostante il sistema di specchi, telecamere e fasci laser di cui è dotata la carrozza, su quest'ultima sono montati due pantografi per poter eseguire rilevazioni dinamiche dei fenomeni che si verificano con il contatto diretto dello strisciante del pantografo con la linea, quali il rollio dello strisciante in presa, temperatura e tensione, interazione dinamica pantografi/linea aerea.
I due pantografi, inoltre, essendo di diverso tipo, permettono di poter acquisire rilevazioni applicabili a gran parte del parco locomotive in circolazione.
Altre telecamere infine ispezionano la geometria della linea di contatto.
Per completare l'ispezione della catenaria, al centro della carrozza, è stata ricavata una torretta vetrata sopraelevata che consenta l'osservazione diretta della catenaria da parte dei tecnici.
Sempre su questa carrozza, con un sistema progettato ad hoc, vengono effettuate rilevazioni per quello che riguarda il campo delle telecomunicazioni con gli standard GSM, GSM-R ed Etacs per monitorare la qualità della copertura telefonica alla velocità di 200 kilometri orari, non solo per migliorare il servizio offerto alla clientela, ma anche per verificare il livello di sicurezza per le comunicazioni terra-treno del personale viaggiante.
Sono presenti, sempre in questa carrozza, sistemi per il calcolo della progressiva chilometrica e 4 PC multimediali con schermi al plasma collegati tra loro con una rete in fibra ottica e dedicati all'elaborazione dei dati acquisiti.
Le apparecchiature sono situate nel sottocassa e sui carrelli, e collegate ai calcolatori interni mediante tecniche di telemetria a radio frequenza.

#### La terza carrozza
Nella terza carrozza vengono acquisite misurazioni che riguardano l'armamento, ossia i valori di rotaia, binari, accelerazioni sviluppate sugli assi e accelerazioni che vengono trasmesse al corpo della carrozza che andranno ad influenzare il comfort dei viaggiatori.
Un sistema di laser, sensori e telecamere consente la rilevazione di dati sulla geometria del binario (allineamento su piano orizzontale e verticale), profilo ed usura della rotaia, rispetto di scartamento e sopraelevazione (ovvero il corretto distanziamento tra le rotaie e il dislivello tra esse) e permette un'ispezione visiva dell'armamento tramite telecamere, tutto con un margine di approssimazione inferiore al decimo di millimetro.
Inoltre, mediante dei sensori che controllano rollii e beccheggi nelle diverse condizioni di marcia (rettilineo, curva, accelerazione e frenata), vengono rilevati i valori delle accelerazioni su carrelli e cassa.
Questi dati poi saranno anche messi a disposizione di imprese che sviluppano nuovi treni, per poter sviluppare un livello di comfort sempre maggiore, ma non solo: verranno poi anche utilizzati per capire la causa di un eventuale livello di comfort non ottimale dovuto allo stato del binario e per poter quindi eventualmente effettuare interventi di manutenzione localizzati molto precisamente grazie al GPS che permette di risalire alla progressiva chilometrica.
Questi dati, con la progressiva chilometrica (rilevata con l'interazione di GPS e calcolatori) ed elaborati con l'uso di complessi algoritmi verificano le condizioni di stress o di usura al quale è sottoposto un determinato componente in un determinato punto di linea facendo in modo da poterne organizzare con largo anticipo i tempi di manutenzione (diagnostica predittiva).
Infine nella metà anteriore della carrozza troviamo locali di servizio riservati agli operatori tecnici di bordo (cucina e cabine letto con doccia).
Anche in questa carrozza le apparecchiature sono collocate nel sottocassa e sui carrelli e collegate ai calcolatori interni mediante tecniche di telemetria a radio frequenza.

#### La quarta e la quinta carrozza
Esternamente sembrano due normali bagagliai, tranne che per la presenza di una telecamera per la video ispezione della linea di contatto e dei pantografi.
All'interno invece è presente l'Unità di Diagnostica di sistema, ossia un'apparecchiatura che controlla il corretto funzionamento di tutte la strumentazione tecnologica di bordo.
Al centro del secondo bagagliaio sono presenti la postazione del capotreno, un'officina di bordo ed un magazzino con i pezzi di ricambio.

#### La locomotiva
La motrice è una Locomotiva FS E.402B, in origine la numero 101 (un prototipo, l'unico, di E402B). Recentemente, a seguito di una revisione generale, ha cambiato livrea, acquistandone una con una fascia rossa sulle fiancate che si unisce ad una striscia anch'essa rossa. All'altezza dei carrelli inizia una fascia verde pantone. Le fiancate presentano ancora la scritta Treno "ARCHIMEDE Treno misure di RETE FERROVIARIA ITALIANA". La locomotiva, come tutte le E402B, è equipaggiata da quattro motori, pesa novanta tonnellate e sviluppa una potenza di 6 MW, necessaria per raggiungere i 200 km/h. Può funzionare sia in corrente continua a 3 kV, sia in corrente alternata a 25 kV. Le ragioni della scelta di questo locomotore sono il suo elevato peso e la potenza da esso generata, in modo che, lanciato a quella velocità, stressi al massimo l'infrastruttura su cui si compiono le misure. La E.402B-101 è dotata di apparecchiature, sensori speciali e telecamere che le consentono di effettuare ulteriori rilevazioni. I sensori installati misurano le forze e le accelerazioni che si generano tra pantografo e linea aerea, la tensione, le parti e perfino le scintille. Un ultimo sistema misura le correnti di binario, molto importanti ai fini della sicurezza.
Il sistema di rilevamento con il quale sono equipaggiati i carrelli è composto da una sensore che proietta fasci laser sui binari e da una telecamera che ne capta poi il riflesso per monitorare la divaricazione dei binari sotto il peso della locomotiva stessa.
Ora la locomotiva FS E.402B-101 originaria è in composizione al treno raschia-ghiaccio (sempre di RFI), mentre titolare del treno Archimede è la Locomotiva FS E.402B numero 142, in livrea gialla e blu senza la presenza di sensori o apparecchiature per le rilevazioni.

## L'equipaggio del treno
Sul treno lavorano circa dodici persone, oltre al capotreno, ai macchinisti e a un supervisore tecnico. Ogni tecnico si occupa di una specifica parte, archivia i dati al termine della missione e trasmette tutto all'equipaggio di terra. Il personale di terra gestisce primariamente le anomalie rilevate nella linea, inviando via fax o via mail i dati necessari ai tecnici che si occupano della manutenzione della linea per un tempestivo intervento.

## I dati
I dati raccolti vengono elaborati dai tecnici del centro Diagnostico funzionale di RFI a Roma. L'elaborazione avviene settore per settore. I dati poi sono inseriti in Rete 2000 di RFI. Da questo momento in poi i responsabili compartimentali della pianificazione, programmano gli interventi da realizzare in modo tempestivo. Infine tutto viene archiviato presso il centro di Roma Tuscolana allo scopo di tenere una banca dati sullo stato di salute della rete nazionale.

## Gli interventi
Archimede deve percorrere ottantamila chilometri di rete ogni anno dal lunedì al venerdì con medie di 450 km al giorno. Ogni sera il treno viene portato nel deposito per rifornimenti, pulizie e manutenzione varia e viene fermato una settimana al mese per manutenzione straordinaria. Con tale frequenza le linee italiane vengono percorse più volte nell'arco di un anno. La Milano-Napoli viene misurata una volta ogni due mesi circa, la trasversale Torino-Venezia una volta al mese, la Napoli-Reggio Calabria una volta ogni tre mesi, così come per la Ferrovia Adriatica. Le misure si compiono sul doppio binario e sui binari di transito nelle stazioni.

## Convogli Simili
- Treno DIA.MAN.TE., convoglio diagnostico rete Trenitalia.[5][6][7][8][9]
- Doctor Yellow, convoglio diagnostico giapponese in servizio sulla rete Shinkansen.
- TGV Iris 320, convoglio diagnostico francese in servizio sulla rete TGV.